# Metroid Dread
Metroid Dread (ou simplement Dread) est un jeu vidéo d'action-aventure à défilement latéral en deux dimensions de la série Metroid développé par Mercury Steam et édité par Nintendo, sorti le 8 octobre 2021 sur Nintendo Switch. Il est le cinquième épisode de la série principale Metroid et la suite directe de Fusion sorti sur Game Boy Advance en 2002.
Le jeu est initialement développé par Nintendo pour une sortie sur la console portable Nintendo DS. Il est découvert pour la première fois en 2005 sur une liste interne officielle de jeux, rédigée par Nintendo, et censé être révélé à l'Electronic Entertainment Expo de 2005, voire en 2006. Il n'est cependant jamais révélé lors de ces conventions, et est le seul titre de cette liste à ne jamais l'avoir été. Le concepteur phare de la série Metroid, Yoshio Sakamoto, interrogé au sujet du projet Metroid Dread et de son scénario, confirme en 2010 qu'il a bien existé à un certain moment. Il précise que si le développement de celui-ci devait être repris, il serait recommencé à partir de zéro.
Lors de l'E3 2021, Nintendo dévoile finalement le renouveau du jeu pour une sortie sur Nintendo Switch. Le développement est confié à MercurySteam, qui avait impressionné Yoshio Sakamoto par son travail sur le remake Metroid: Samus Returns sorti en 2017 sur Nintendo 3DS.

## Intrigue
Après les événements de Metroid Fusion, les parasites X semblent avoir disparu. Cependant, la Fédération Galactique reçoit une mystérieuse transmission indiquant la présence de ces parasites sur la planète ZDR.
La Fédération envoie alors les E.M.M.I. (Explorateurs Mobiles Multiformes Interplanétaires), un groupe de robots ultraperfectionnés chargés d’enquêter sur ZDR ; mais peu après leur arrivée, les E.M.M.I. cessent d’émettre et disparaissent.
La chasseuse de primes Samus Aran décide à son tour d’enquêter sur cette affaire. Elle se retrouve alors sur une planète ZDR hostile où les E.M.M.I. se sont transformés en puissantes machines à tuer presque invincibles qui vont alors la traquer dans les moindres recoins de la planète.

## Système de jeu
Metroid Dread est un jeu d'action-aventure à défilement latéral en deux dimensions dans lequel le joueur incarne Samus Aran, une chasseuse de prime alors qu'elle explore la planète ZDR. Le jeu reprend le principe des précédents jeux de la série Metroid, à savoir l'exploration, puis la fuite de la planète. Le jeu contient des mécaniques de jeu introduites dans Metroid: Samus Returns, sur Nintendo 3DS.
En avançant dans le jeu, le joueur acquiert de nouveaux pouvoirs permettant de découvrir de nouvelles zones. Comme dans les précédents jeux de la série de type metroidvania, il est nécessaire de revenir dans les zones précédentes pour les compléter.
Parallèlement à Metroid Fusion dont Metroid Dread est la suite, des Parasites X sont présents afin de cloner des ennemis pour ralentir le joueur dans sa progression. Une fois un ennemi vaincu, un Parasite X en sort et le joueur doit l'absorber afin d'éviter que celui-ci ne génère un nouvel ennemi.
Des zones appelées "Zones E.M.M.I." apparaissent dans le jeu. Il s'agit de zones dans lesquelles aucun ennemi n'est présent, si ce n'est un E.M.M.I., un robot tueur quasiment invincible qui traque le joueur au moyen des ondes sonores émises par celui-ci et qui possède une capacité propre à lui même. Le joueur doit alors explorer la zone afin de trouver l'Unité Centrale, un cerveau mécanique qui, après avoir été vaincu, confère au joueur le Canon Oméga, seule arme capable de détruire les E.M.M.I.. Après avoir vaincu un E.M.M.I., le joueur obtient alors la capacité propre à l'E.M.M.I. vaincu, qui permet souvent d'accéder à des endroits inaccessibles auparavant.  

## Développement

### Première approche pour Nintendo DS
Metroid Dread apparaît pour la première fois en 2005 dans une liste interne officielle éditée par Nintendo, qui répertorie des « jeux DS clés qui doivent être annoncés dans le futur ». Ceci mène les observateurs à avoir des attentes sur ce sujet lors de l'Electronic Entertainment Expo de 2005, mais aussi en l'2006,,. Cette information est dévoilée par le magazine Game Informer en juin, puis confirmée par le site IGN en septembre qui suit. Ce jeu est censé être un jeu à défilement latéral en deux dimensions dans la série principale Metroid, suite directe de Fusion, sorti sur Game Boy Advance en 2002. En septembre 2005, IGN estime que Nintendo a révélé ce titre trop tôt et conclut que les fans doivent attendre la prochaine convention en 2006. Selon le site, le projet est jugé trop embryonnaire, ce qui pousse Nintendo à le tenir secret. Pourtant, Official Nintendo Magazine annonce sa sortie pour février 2006. Cependant, plus aucune information ne filtre par la suite à son sujet. Les rumeurs de cette période suggèrent que le jeu a été annulé ou placé en development hell (en) (jeux n'ayant jamais été produit),.
Cependant, en 2007, un message (un rapport anodin des Pirates de l'espace) intrigant est trouvé dans le jeu Metroid Prime 3: Corruption, développé par Retro Studios, qui dit « Experiment status report update: Metroid project 'Dread' is nearing the final stages of completion » (« Mise à jour du rapport d'état d'expérience : le projet Metroid Dread approche les étapes finales de son achèvement »). Ceci conduit à des spéculations, laissant penser que ce message est une référence à Dread. Toutefois, le réalisateur de Corruption, Mark Pacini, réfute cette information, en précisant qu'il s'agit d'une simple coïncidence. Le magazine Wired exprime son scepticisme au sujet de cette réfutation et précise qu'il serait plus crédible que Pacini qualifie ce message de farce, alors que le présenter comme une coïncidence ne l'est pas du tout. Cette justification est d'autant plus douteuse, que Retro Studios a déjà usé de la même pratique dans Metroid Prime pour faire référence à « Metroid Hunters DS » (Metroid Prime Hunters), par le biais d'un rapport des Pirates de l'espace.
Selon Christophe Mallet, qui publie en 2016 l'ouvrage L'Histoire de Metroid, qui retrace l'épopée de la série, un membre du site Useen64.com obtient en 2015 des informations émanant d'un employé de Nintendo Software Technology, qui aurait révélé qu'un prototype était en préparation en 2008. À cette période, le terme Dread aurait été abandonné, et c'est Nintendo qui superviserait ce projet. Quelques membres de plusieurs studios internes de Nintendo dont NST, auraient pu voir un prototype fonctionner en 2009, avant de disparaitre. Celui-ci serait très peu avancé et ressemblant « littéralement » à Metroid: Fusion, transposé sur Nintendo DS.

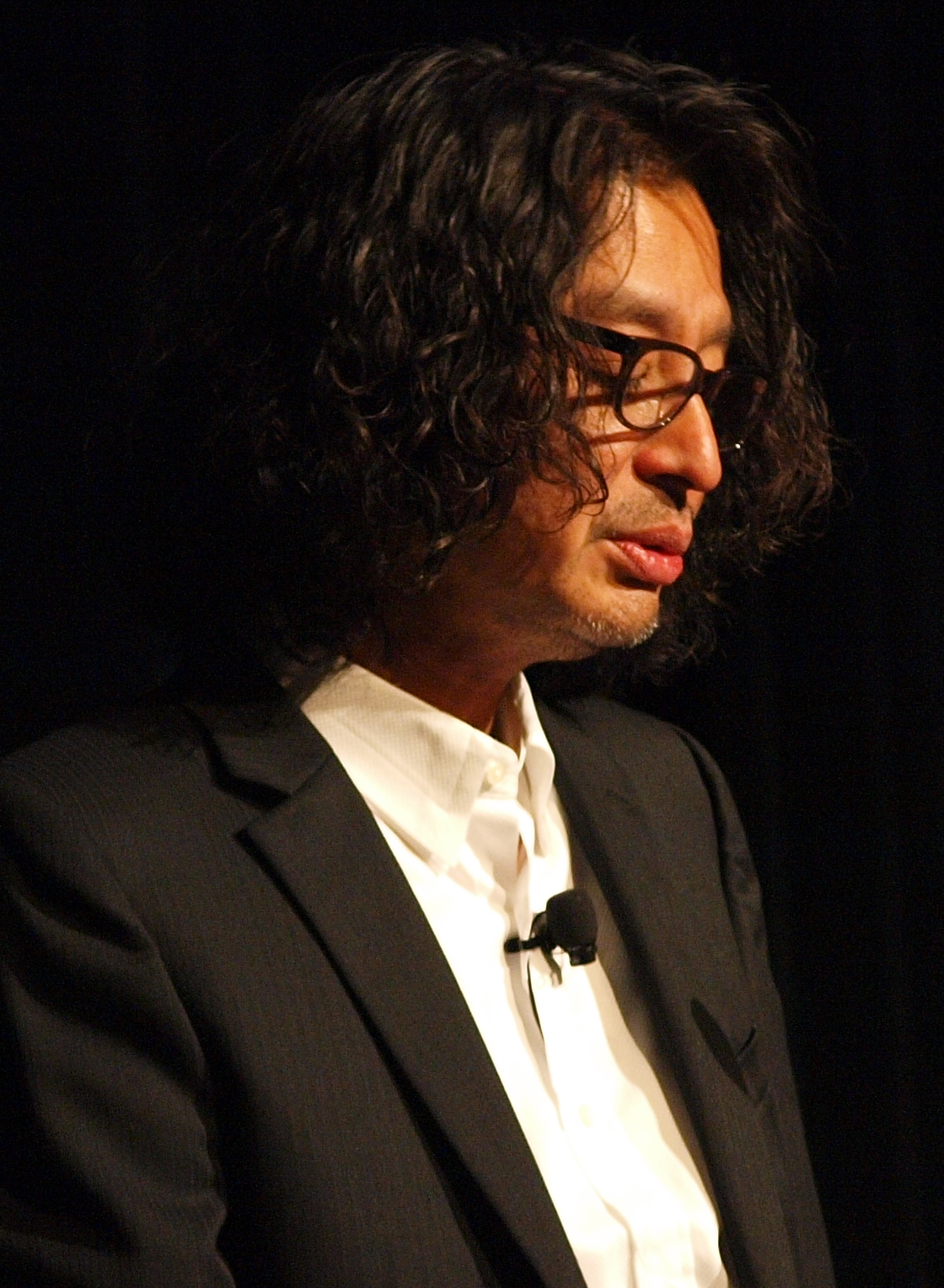
Yoshio Sakamoto, personne-clef de l'histoire de Metroid a confirmé l'existence de ce projet en 2010.

En 2010, à l'occasion de la promotion du jeu Metroid: Other M sorti sur Wii cette année-là, Kotaku demande à Yoshio Sakamoto si ce jeu est au départ Metroid Dread, mais celui-ci réfute catégoriquement cette information. Le magazine GamesTM interroge également Sakamoto au sujet de l'existence de Dread, qu'il confirme, en précisant que si le développement du jeu devait redémarrer, l'équipe repartirait de zéro. Il ajoute à ce sujet que son équipe attend, regarde et lit les commentaires des joueurs et leur intérêt, avant de faire quelconques commentaires sur ce projet. Selon Sakamoto, le sujet de Dread était très populaire après E³ et de nombreuses questions ont été posées à ce sujet. En 2010, IGN confirme que le scénario de Dread est déjà écrit, un des journalistes indique l'avoir vu et précise que « Nintendo peut à tout moment relancer le projet ». Metroid Dread est le seul jeu de cette liste interne officielle Nintendo à ne pas avoir été publié.
Depuis la parution de cette liste, les critiques ont exprimé leur intérêt pour ce jeu ou un jeu Metroid similaire en deux dimensions à défilement latéral. En 2012, le site IGN le désigne second jeu le plus attendu de l'année lors de l'Electronic Entertainment Expo, espérant son développement par Retro Studios, sur Nintendo 3DS, dans un style similaire à celui de Super Metroid. En 2013, le site réalise un article sur les jeux vidéo en danger et traite de Metroid Dread dans celui-ci. Le site UGO Networks (en) l'intègre dans une « liste de jeux auxquels vous ne jouerez jamais », et précise sa déception concernant Other M, tout en exprimant sa nostalgie quant à Metroid Dread. Pour le site 1UP.com, une éventuelle annulation du jeu serait une mauvaise nouvelle pour les fans des jeux Metroid old school. Official Nintendo Magazine inclut le jeu et sa référence dans Metroid Prime 3: Corruption dans sa liste des onze faits et secrets incroyables sur Metroid, et espère une éventuelle sortie  sur Nintendo 3DS.
Un rédacteur d'ONM inclut Dread dans sa liste de souhaits pour 2013. Il prend pour comparaison le jeu Kirby's Adventure Wii, un jeu annoncé en 2004 et publié seulement à la fin de 2011, pour justifier la possibilité de voir apparaître le jeu. Ce rédacteur se déclare cependant plus intéressé par ce que représente ce jeu, que par le jeu en lui-même. Par la suite, le magazine inclus Dread dans une liste des « quinze autres jeux Nintendo auxquels vous n'avez jamais joué » et le désigne comme « l'un des exemples les plus tristement célèbres de jeux Nintendo annulés ». Destructoid déplore que Nintendo se concentre sur des titres tel que Programme d'entraînement cérébral du Dr Kawashima, plutôt que sur des jeux Metroid en deux dimensions. 

### Renaissance du projet sur Nintendo Switch
Lors de l'E3 2021, Nintendo dévoile le jeu pour une sortie le 8 octobre 2021 sur Nintendo Switch. Le jeu est développé par MercurySteam, à l'origine du jeu Metroid: Samus Returns sorti en 2017 sur Nintendo 3DS,.

## Accueil

### Ventes
Au 31 mars 2022, Metroid Dread s'est vendu à 2,90 millions d'exemplaires. Il devient alors le jeu de série Metroid le plus vendu.

### Distinction
Dans un classement dressé en décembre 2023, la rédaction de Game Informer positionne le jeu au 7e rang des dix meilleurs jeux sortis sur Nintendo Switch.